# Carmen patrium
Carmen patrium – pieśń ojczyźniana powstała w średniowieczu. Przykładem carmen patrium jest Bogurodzica.
Nawiązaniem do carmen patrium jest Pieśń o domu Marii Konopnickiej, w której autorka przy pomocy prostego języka odwołuje się do patriotycznych uczuć pojedynczego obywatela.